# Stanislav Albrecht
Stanislav Albrecht (2. června 1908, Praha-Michle – 26. ledna 1943, KT Mauthausen) byl za Protektorátu Čechy a Morava zaměstnancem Janečkovy zbrojovky v Praze, účastníkem domácího protiněmeckého odboje a podporovatelem výsadkářů ze skupiny Anthropoid.

## Život, spolupráce s Anthropoidem
Narodil se v Michli a v roce 1930 započal vojenskou službu u 9. pěšího pluku Karla Havlíčka Borovského v Mostě a po jejím absolvování pracoval nějaký čas jako obchodní příručí. Od 25. března 1939 vlastnil řidičský průkaz (vůdčí list) na nákladní automobil značky Chevrolet. Do Janečkovy továrny (zbrojovky) v Praze na Pankráci  nastoupil v červnu roku 1941 jako dělník - frézař.
Stanislav Albrecht byl vlastenec, člověk sportovního ducha a dobrodružné, romantické povahy. Kromě hraní fotbalu a plavání jezdil trampovat do přírody. Byl členem trampské osady „Ascalona“, která se nacházela na říčce Kocábě u Štěchovic. Po svatbě s Františkou Zeithamlovou (* 4. září 1912 v Praze) bydleli manželé Albrechtovi (od roku 1933) v domě čp. 287 v Brožíkově ulici (ulice Kvestorská) v Praze Michli, jehož majitelem byl Jaroslav Deršata. (Františka Albrechtová také pracovala v Janečkově zbrojovce.)
V Janečkově zbrojovce se Stanislav Albrecht seznámil s Oldřichem Frolíkem a Otakarem Šrámkem. Nejspíše v lednu 1942 požádal Frolík Albrechta aby se také zapojil do řetězce podporovatelů výsadkářů ze skupiny Anthropoid. V polovině dubna 1942 zde byli nakrátko ubytováni Jan Kubiš a Jozef Gabčík.
Manželé Albrechtovi byli zatčeni gestapem 23. září 1942 ve stejný den jako Oldřich Frolík se svojí manželkou Barborou Frolíkovou. Stanislav Albrecht byl vyslýchán kriminálním komisařem Heinzem Janturem.  Při výsleších manželé Albrechtovi nikoho neprozradili a po jejich zatčení už další zatýkání nepokračovalo.
Nejprve byli manželé Albrechtovi vězněni v Praze na Pankráci a poté odesláni do vazební věznice pražského gestapa v Malé pevnosti Terezín. Dne 8. ledna 1943 byli stanným soudem v Praze v nepřítomnosti odsouzeni k trestu smrti. Následně byli 15. ledna 1943 posláni s transportem čítajícím 31 osob do koncentračního tábora Mauthausen. V KT Mauthausen byli umístěni v celách tzv. bunkru, kde čekali na popravu, která byla vykonána 26. ledna 1943. Ten den bylo v 16:15 zavražděno 15 žen v plynové komoře. Muži (v počtu 16) byli zavražděni v odstřelovacím koutu ranou do týla (Stanislav Albrecht byl zabit v 16:29).

## Pamětní deska
- Jeho jméno (Albrecht Stanislav *2. 8. 1908) a jméno jeho manželky (Albrechtová Františka *4. 9. 1912) je uvedeno na pomníku spolupracovníků parašutistů a jejich rodinných příslušníků, kteří byli popraveni v německém koncentračním táboře Mauthausenu. V lednu 2011 byl slavnostně odhalen na terase kostela sv. Cyrila a Metoděje v Resslově ulici.[8]
- Jeho jméno (Albrecht Stanislav) a jméno jeho manželky (Albrechtová Františka) je uvedeno na pamětní desce obětem 2. světové války v Praze 4-Michli, Budějovická 5/64.[9]
- Ve čtvrtek dne 13. září 2018 v 17.00[10] byla na vnějším plášti domu v Kvestorské ulici (na adrese: Kvestorská 287/2, 140 00 Praha 4 - Michle)[2][10] [p 1], kde za protektorátu bydlel Jaroslav Deršata (majitel domu[1]) a Stanislav Albrecht se svojí manželkou Františkou Albrechtovou, za přítomnosti představitelů městské části Praha 4 (a badatele a spisovatele Jiřího Padevěta) slavnostně odhalena pamětní deska.[10] O instalaci této pamětní desky se zasloužila Iniciativa A, Československá obec legionářská (ČsOL), MČ Praha 4 a Rota Nazdar.[2][10]

V tomto domě žili / obětaví sokolští odbojáři // Jaroslav DERŠATA / zavražděn 28.1.1942 v KT / Mauthausen // Františka a Stanislav / ALBRECHTOVI / zavražděni 26.1.1943 v KT / Mauthausen
nápis na pamětní desce, 

## Galerie

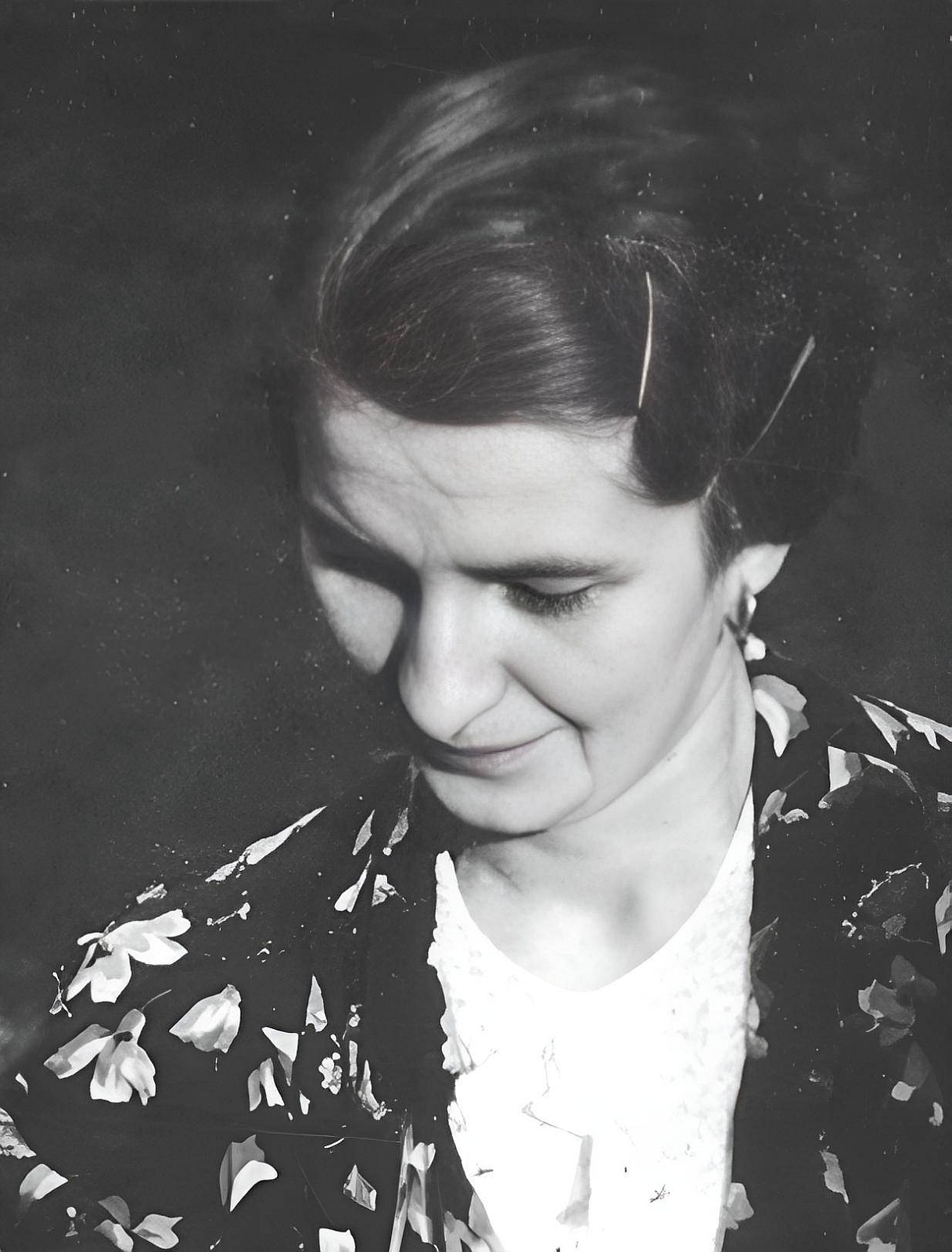
Jeho manželka Františka Albrechtová, rozená Zeithamlová
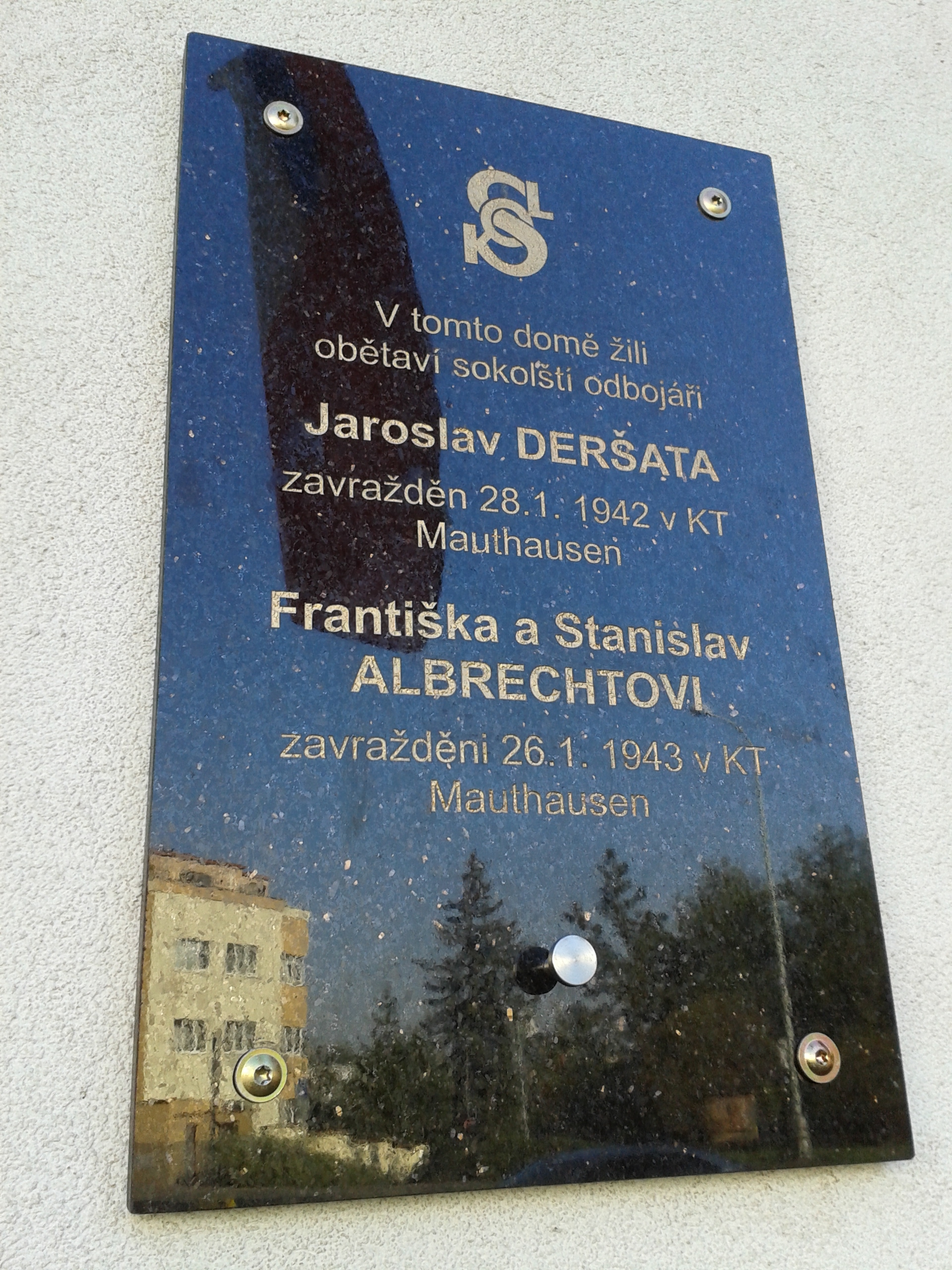
Pamětní deska v Kvestorské ulici v Praze 4
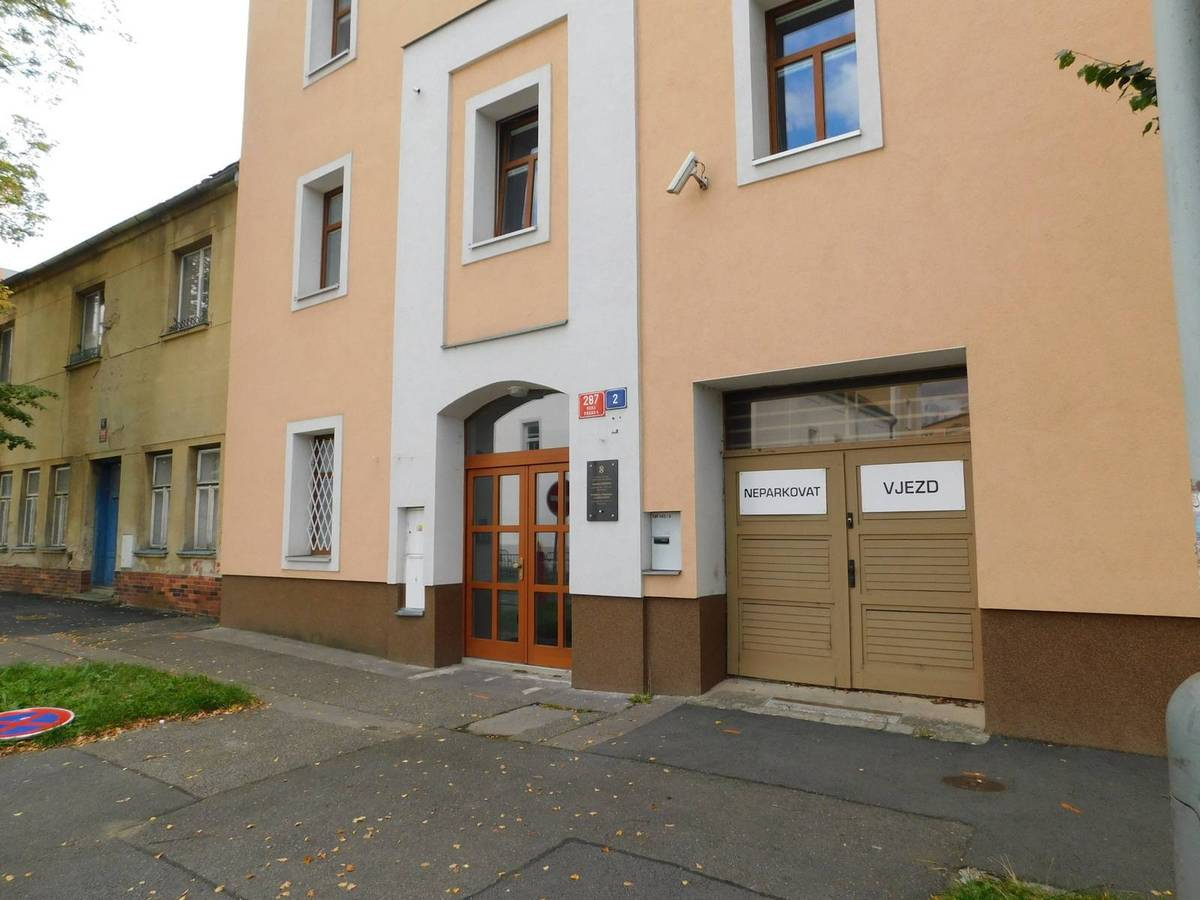
Dům v Kvestorské ulici v Praze 4, kde Albrechtovi bydleli
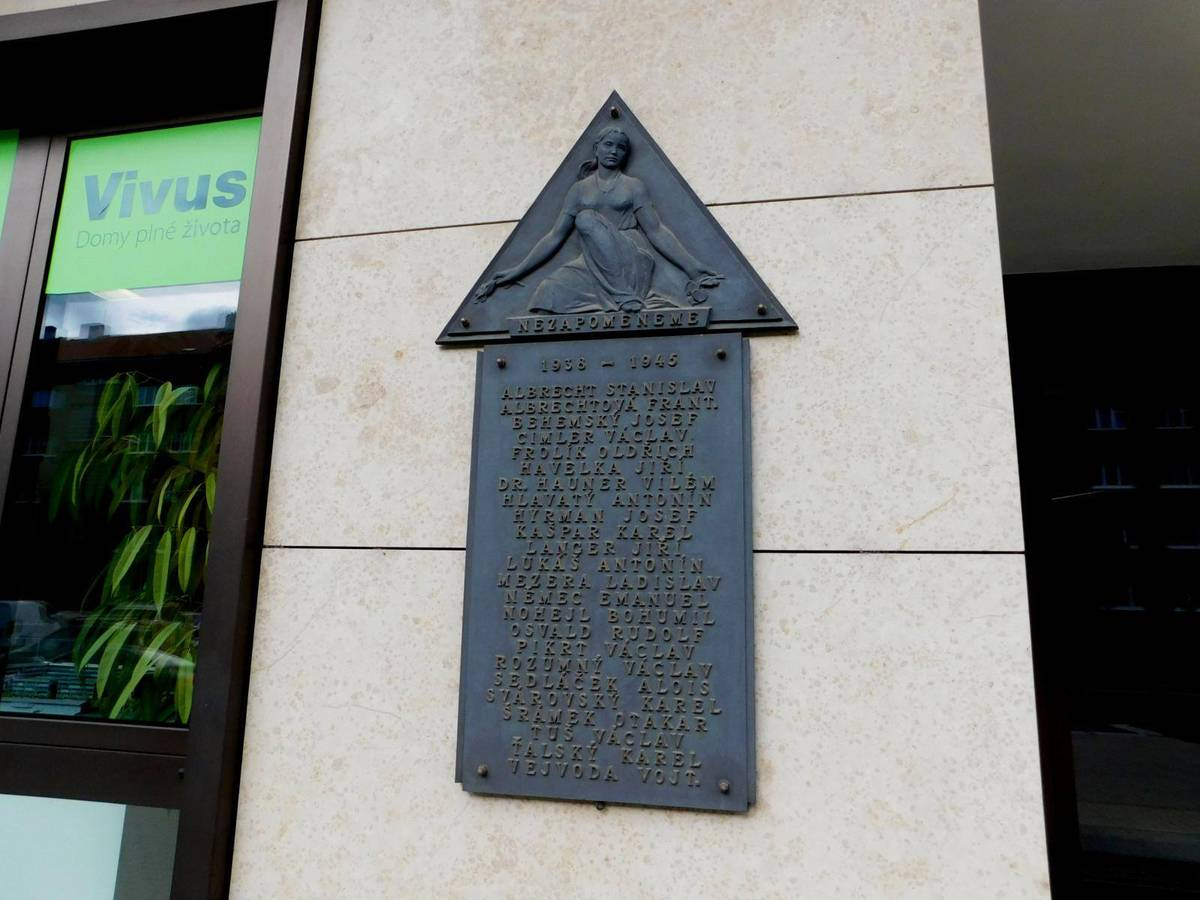
Pamětní deska obětem 2. světové války v Praze 4-Michli, Budějovická 5/64
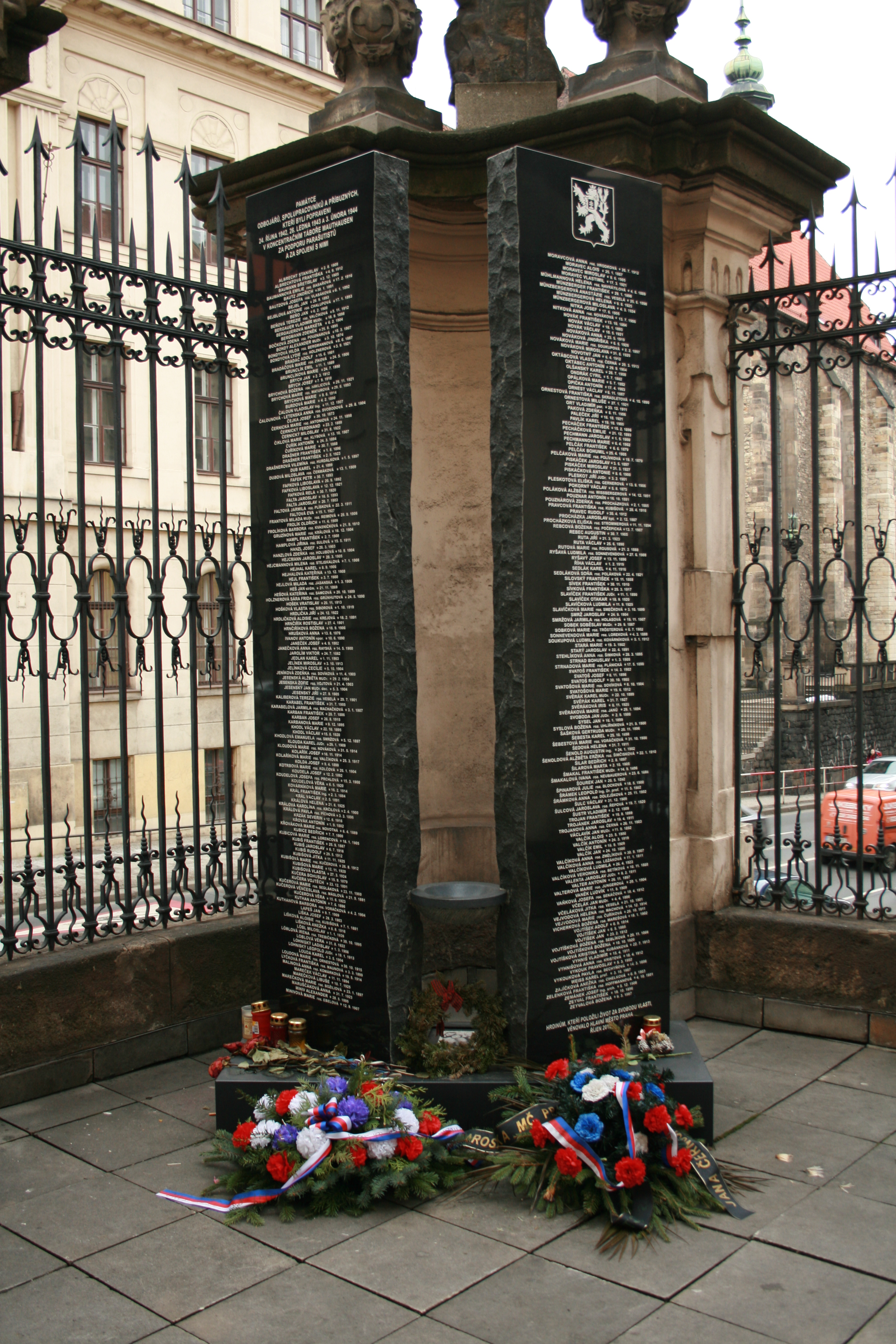
Pomník spolupracovníků parašutistů a jejich rodinných příslušníků na terase kostela sv. Cyrila a Metoděje v Resslově ulici v Praze